# Орвен
Орвен (фр. Orvin) — громада  в Швейцарії в кантоні Берн, адміністративний округ Бернська Юра.

## Географія
Громада розташована на відстані близько 30 км на північний захід від Берна.
Орвен має площу 21,6 км², з яких на 4,8% дозволяється будівництво (житлове та будівництво доріг), 37,5% використовуються в сільськогосподарських цілях, 57,2% зайнято лісами, 0,6% не є продуктивними (річки, льодовики або гори).

## Демографія
2019 року в громаді мешкало 1196 осіб (+0,3% порівняно з 2010 роком), іноземців було 11,8%. Густота населення становила 55 осіб/км².
За віковим діапазоном населення розподілялося таким чином: 19,9% — особи молодші 20 років, 57,9% — особи у віці 20—64 років, 22,2% — особи у віці 65 років та старші. Було 539 помешкань (у середньому 2,2 особи в помешканні).
Із загальної кількості 476 працюючих 57 було зайнятих в первинному секторі, 167 — в обробній промисловості, 252 — в галузі послуг.